# Laëtitia Lacroix
Laëtitia Lacroix, née le 8 juin 1968 à Carcassonne, est une actrice française.

## Filmographie

### Cinéma
- 1990 : Le Radeau de La Méduse : Sylvie, la fiancée de Savigny
- 1993 : Coup de jeune : Joëlle
- 1994 : Perle rare : Christine Delattre
- 1997 : Le Déménagement : la deuxième flic en civil
- 1998 : Bimboland : Sandra
- 1999 : Le Créateur : Angélique
- 1999 : Le Gang des TV
- 1999 : Autoportrait en appartement
- 2002 : Bâtards : Agathe
- 2004 : Alive : Sabrina
- 2007 : Pars vite et reviens tard : Retancourt
- 2011 : Switch : la psy
- 2014 : Supercondriaque : Constance

### Télévision
- 1992 : Le Lyonnais : Manuela (1 épisode)
- 1994 : Extrême Limite : Annabelle (1 épisode)
- 1999 : Au bénéfice du doute : Gloria Bramont
- 2000 : Marc Eliot : Juliette Chamard (1 épisode)
- 2000 : L'Amour sur un fil : Élodie
- 2000 : La Petite absente : Aurore
- 2000-2002 : Duelles : Julie Bellan (7 épisodes)
- 2001 : Un homme en colère : Marie (1 épisode)
- 2001 : Double Emploi : Nathalie Saingeon
- 2003 : Retour à Locmaria : Catell
- 2005 : Diane, femme flic : Catherine Vignes (1 épisode)
- 2007 : Monsieur Max : Dora Maar
- 2009 : Braquo : Valérie Borg (6 épisodes)
- 2010 : Les Edelweiss : Cathie (1 épisode)
- 2012 : Section de recherches : Mme Moreau (1 épisode)
- 2013 : No Limit : OPJ de Paris (1 épisode)
- 2013 : Léo Matteï, Brigade des mineurs : Sabine Magnier (1 épisode)
- 2015 : Mes amis, mes amours, mes emmerdes... : la psy (7 épisodes)
- 2015 : Profilage : Marie Danglars (1 épisode)
- 2019 : Le juge est une femme : Caroline Leyrac (1 épisode)